# حمدنا الله عبد القادر
ولد الأديب المسرحي حمدنا الله عبد القادر في أواخر عشرينيات القرن الماضي ويعد من رموز المسرح الواقعي السوداني، الذي تجذر منذ عشرينيات القرن المنصرم، وكتب الراحل مسرحيات ظلت علامة فارقة في تاريخ المسرح السوداني، منها «خطوبة سهير» التي عرضت لسنوات في المسرح القومي و«المنضرة» و«كشك ناصية» و«حكاية نادية»، كما كتب مسلسلات إذاعية وتلفزيونية، تجدر الإشارة إلى أن الراحل حمدنا الله عبد القادر نال «جائزة الأدب الجاد» في بريطانيا في السبعينيات، وأطلقوا عليه لقب شارلز ديكنز أفريقيا، كما تم تكريمه من قبل جائزة الطيب صالح للإبداع الكتابي لشخصية العام في الدورة الرابعة، وكرم من مجلة الدوحة القطرية بإصدار مسرحيته «خطوبة سهير»، وكرم كذلك من قبل مهرجان المسرح العربي عام 2014 باعتباره أحد أبرز الكتاب المسرحيين العرب.

## نشأته
بدأ دراسته بخلوة حاج صديق بالحصاحيصا ودرس المرحلة المتوسطة برفاعة وكان يصدر مجلة حائطية وهو طالب في المرحلة الوسطى  ثم واصل دراسته في مدرسة أم درمان الثانوية، فجامعة الخرطوم، ونال دبلوم الإدارة جامعة كمبردج بالمملكة المتحدة، وعمل مفتشاً بالحكومة المحلية متنقلاً بين الجنينة، نيالا، كادقلي، الرنك، الناصر، جوبا، يامبيو، كسلا، مروي، ثم اشتغل في مصلحة الثقافة، تقاعد للمعاش الاختياري وعمل بالمملكة العربية السعودية وليبيا، ظهرت ميوله الأدبية منذ الصبا وعمل بكل مديريات السودان، كان إدارياً كما كان أحد الدعامات الأساسية للحكم المحلي إبان فترة الراحل جعفر محمد علي بخيت، كان أول (مدير مديرية شمالي) في جنوب السودان (يامبيو)، في بداية الستينيات عمل مديرا لمديرية كادقلي، كسلا، الشمالية.

## أعمال أخرى

### مسرحياته
- «المنضرة»
- «كشك ناصية»
- «حكاية نادية»
- «البابور جاز»
- أما درة أعماله المسرحية فهي «خطوبة سهير»[4]

### مسلسلات
- «مات الدش»
- «المقاصيف»
- «بوز البالون»
- «الكلمة الحلوة»
- «اللسان المقطوع»
- «في انتظار عمر» أول مسرحية كتبها للمسرح مباشرة، في عام 1973.[4]

## تكريمه
كرمته الدولة في عام 2013 خلال برنامج التواصل الاجتماعي، وفي مطلع عام 2014 كرمه الشيخ سلطان بن محمد القاسمي عضو المجلس الأعلى حاكم الشارقة والرئيس الأعلى للهيئة العربية للمسرح ضمن فعاليات الدورة السادسة للمهرجان العربي للمسرح في الشارقة «دولة الإمارات العربية المتحدة» ضمن 12 كاتبا مسرحيا عربيا، كما اختارته جائزة الطيب صالح للإبداع الروائي شخصية عام 2014 وكرمته ووصفته بأنه «صاحب ومؤلف الروائع الدرامية السودانية ذات الصلة الوثيقة بالواقع السوداني، كما وصفت أعماله بأنها مثلت تنبيهاً ومعالجة لكثير من القضايا والمشاكل الاجتماعية في السودان في ذلك الوقت»
وفاته
فجع الوسط الثقافي في السودان صباح الاثنين برحيل الكاتب الأشهر في تاريخ المسرح السوداني المعاصر، حمدنا الله عبد القادر (مواليد 1928) بعد معاناة مع المرض. يعتبر عبد القادر من أوائل من احترفوا الكتابة المسرحية في إفريقيا، إذ شكلت كتاباته الأولى مصدراً أساسياً لرزقه، قبل أن ينتقل للعمل الإداري ويتنقل على كامل جغرافيا السودان، وأن يتعرف على ثقافات وتقاليد وأعراف. كتب الراحل ثلاث مسرحيات، وهي بالترتيب «المنضرة» (أي المرآة) 1970، و«خطوبة سهير» 1971، و«في انتظار عمر» 1972.